# Moždano specifični angiogenezni inhibitor 2
Moždano specifični angiogenezni inhibitor 2 je protein koji je kod ljudi kodiran BAI2 genom.

## Literatura
- Kreienkamp HJ; Zitzer H; Gundelfinger ED;  . (2000). „The calcium-independent receptor for alpha-latrotoxin from human and rodent brains interacts with members of the ProSAP/SSTRIP/Shank family of multidomain proteins.”. J. Biol. Chem. 275 (42): 32387—90. PMID 10964907. doi:10.1074/jbc.C000490200.
- Kee HJ; Koh JT; Kim MY;  . (2002). „Expression of brain-specific angiogenesis inhibitor 2 (BAI2) in normal and ischemic brain: involvement of BAI2 in the ischemia-induced brain angiogenesis.”. J. Cereb. Blood Flow Metab. 22 (9): 1054—67. PMID 12218411. doi:10.1097/00004647-200209000-00003.
- Strausberg RL; Feingold EA; Grouse LH;  . (2003). „Generation and initial analysis of more than 15,000 full-length human and mouse cDNA sequences.”. Proc. Natl. Acad. Sci. U.S.A. 99 (26): 16899—903. PMC 139241 . PMID 12477932. doi:10.1073/pnas.242603899.
- Petersen HH; Hilpert J; Militz D;  . (2003). „Functional interaction of megalin with the megalinbinding protein (MegBP), a novel tetratrico peptide repeat-containing adaptor molecule.”. J. Cell. Sci. 116 (Pt 3): 453—61. PMID 12508107. doi:10.1242/jcs.00243.
- Adkins JN; Varnum SM; Auberry KJ;  . (2003). „Toward a human blood serum proteome: analysis by multidimensional separation coupled with mass spectrometry.”. Mol. Cell Proteomics. 1 (12): 947—55. PMID 12543931. doi:10.1074/mcp.M200066-MCP200.
- Nagaraja GM, Kandpal RP (2004). „Chromosome 13q12 encoded Rho GTPase activating protein suppresses growth of breast carcinoma cells, and yeast two-hybrid screen shows its interaction with several proteins.”. Biochem. Biophys. Res. Commun. 313 (3): 654—65. PMID 14697242. doi:10.1016/j.bbrc.2003.12.001.
- Ota T; Suzuki Y; Nishikawa T;  . (2004). „Complete sequencing and characterization of 21,243 full-length human cDNAs.”. Nat. Genet. 36 (1): 40—5. PMID 14702039. doi:10.1038/ng1285.
- Bjarnadóttir TK; Fredriksson R; Höglund PJ;  . (2005). „The human and mouse repertoire of the adhesion family of G-protein-coupled receptors.”. Genomics. 84 (1): 23—33. PMID 15203201. doi:10.1016/j.ygeno.2003.12.004.
- Kimura K; Wakamatsu A; Suzuki Y;  . (2006). „Diversification of transcriptional modulation: large-scale identification and characterization of putative alternative promoters of human genes.”. Genome Res. 16 (1): 55—65. PMC 1356129 . PMID 16344560. doi:10.1101/gr.4039406.
- Gregory SG; Barlow KF; McLay KE;  . (2006). „The DNA sequence and biological annotation of human chromosome 1.”. Nature. 441 (7091): 315—21. PMID 16710414. doi:10.1038/nature04727.